# Mario Voller-Buzzi
Mario Voller-Buzzi (Torino, 6 luglio 1886 – Torino, 22 febbraio 1966) è stato un attore, regista e giornalista italiano.

## Biografia
Proveniente dal teatro, fu scritturato dall'Ambrosio Film nel 1906 come «comparsa» in alcuni cortometraggi prodotti dalla stessa casa torinese. A partire dal 1909 interpretò ruoli di maggiore importanza in film di un certo rilievo, come Il diavolo zoppo (1909), La Gioconda (1910) e Satana (1912).
Oltre che alla recitazione, Voller-Buzzi si dedicò anche all'attività di cronista cinematografico, e nel 1912 divenne redattore capo della rivista La Vita Cinematografica.
Nel 1913, nella sua città, fondò e diresse una propria rivista di informazione cinematografica, denominata Il Maggese Cinematografico, che divenne rapidamente una delle riviste cinematografiche torinesi più diffuse. Nello stesso anno fu protagonista della riduzione cinematografica de I promessi sposi, nel ruolo di Renzo Tramaglino.
Dal 1915 lavorò per altre case cinematografiche come l'Imperial Film, la Gladiator Film e l'Itala Film. Presso quest'ultima casa cinematografica fu nel cast di alcuni film della serie Maciste.
Nel 1916 fondò un'associazione per la tutela degli attori cinematografici. Fu pure regista, e tra i suoi film più noti vi furono Verso l'aurora (1916) e Dalle catene alla morte (1919).

## Filmografia

### Attore
- Avventura di un ubriaco, regia di Roberto Omegna (1906)
- Il diavolo zoppo, regia di Luigi Maggi (1909)
- Luigi XI, re di Francia, regia di Luigi Maggi (1909)
- Nerone, regia di Luigi Maggi (1909)
- Il piccolo vandeano, regia di Luigi Maggi (1909)
- Torquato Tasso, regia di Luigi Maggi (1909)
- L'ostaggio, regia di Luigi Maggi (1909)
- Amore e patria, regia di Luigi Maggi (1909)
- Signori ladri, regia di Luigi Maggi (1909)
- Buon anno!, regia di Arrigo Frusta (1909)
- Il pianoforte silenzioso, regia di Luigi Maggi (1910)
- Estrellita, regia di Luigi Maggi (1910)
- Il corriere dell'imperatore, regia di Luigi Maggi (1910)
- La presa di Saragozza, regia di Luigi Maggi (1910)
- La vergine di Babilonia, regia di Luigi Maggi (1910)
- Alibi atroce, regia di Luigi Maggi (1910)
- Lo schiavo di Cartagine, regia di Arturo Ambrosio e Luigi Maggi (1910)
- Didone abbandonata, regia di Luigi Maggi (1910)
- La leggenda della Croce (1910)
- Lotta d'anime, regia di Arrigo Frusta (1910)
- Il romanzo di un fantino, regia di Arrigo Frusta (1910)
- Il guanto, regia di Luigi Maggi (1910)
- Il pozzo che parla, regia di Arrigo Frusta (1910)
- Il biglietto di favore (1910)
- Alibi atroce, regia di Luigi Maggi (1910)
- Il domino azzurro (1911)
- Il granatiere Roland, regia di Luigi Maggi (1911)
- Sisto V, regia di Luigi Maggi (1911)
- La regina di Ninive, regia di Luigi Maggi (1911)
- Gulnara (Una storia dell'indipendenza greca 1820-1830), regia di Luigi Maggi (1911)
- Le tentazioni di Sant'Antonio (1911)
- Hircan il crudele, regia di Arrigo Frusta (1911)
- Giuda, regia di Arrigo Frusta (1911)
- Nozze d'oro, regia di Luigi Maggi (1911)
- La figlia di Jorio (1911)
- Il sogno di un tramonto d'autunno, regia di Luigi Maggi (1911)
- La Gioconda, regia di Luigi Maggi (1912)
- La mala pianta, regia di Mario Caserini (1912)
- La ribalta, regia di Mario Caserini (1912)
- Santarellina, regia di Mario Caserini (1912)
- Una partita a scacchi, regia di Luigi Maggi (1912)
- Nelly la domatrice, regia di Mario Caserini (1912)
- Sigfrido, regia di Mario Caserini (1912)
- Follia d'amore (1912)
- Satana, regia di Luigi Maggi (1912)
- Mater dolorosa, regia di Mario Caserini (1913)
- Pioggia d'oro (1913)
- Agenzia Griffard, regia di Vitale De Stefano (1913)
- La fanciulla delle acque (1913)
- I promessi sposi, regia di Eleuterio Rodolfi (1913)
- Gli artigli di Griffard, regia di Vitale De Stefano (1913)
- Cenerentola, regia di Eleuterio Rodolfi (1913)
- Il romanzo di un re, regia di Gino Zaccaria (1914)
- La romanza di Mignon (1914)
- L'inferriata (1914)
- La punizione (1914)
- L'eterno fidanzamento, regia di Riccardo Tolentino (1914)
- L'amazzone macabra, regia di Ugo De Simone (1916)
- La contessina Chimera, regia di Paolo Trinchera (1920)
- Il suo destino, regia di Georges-André Lacroix (1921)
- La lanterna cieca, regia di Alessandro De Stefani (1921)
- Maciste salvato dalle acque, regia di Luigi Romano Borgnetto (1921)
- Maciste in vacanza, regia di Luigi Romano Borgnetto (1921)
- La modella di Tiziano, regia di Paolo Trinchera (1921)
- La rivincita di Maciste, regia di Luigi Romano Borgnetto (1921)
- La testa della Medusa, regia di Alessandro De Stefani (1921)

### Regista
- Il mistero della sigla (1914)
- Fra moglie e marito (1915)
- Il segreto della formula (1915) - regia e interpretazione
- Estremo convegno (1915) - regia e interpretazione
- La fidanzata della morte (1916) - regia e interpretazione
- Verso l'aurora (1916)
- Il lampionaro del Ponte Vecchio (1918)
- Dalle catene alla morte (1919)